# Hełmiczka dębowa

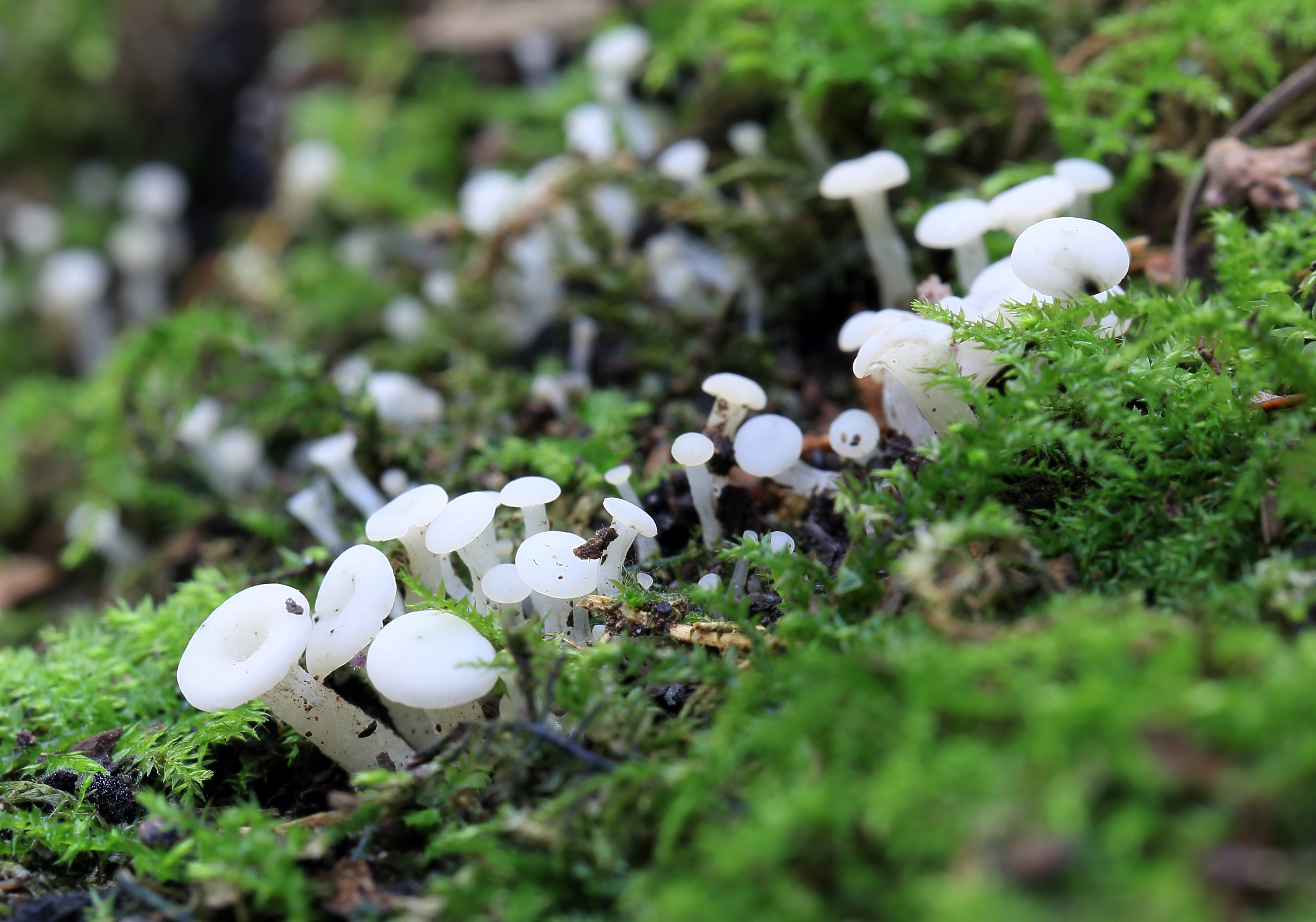

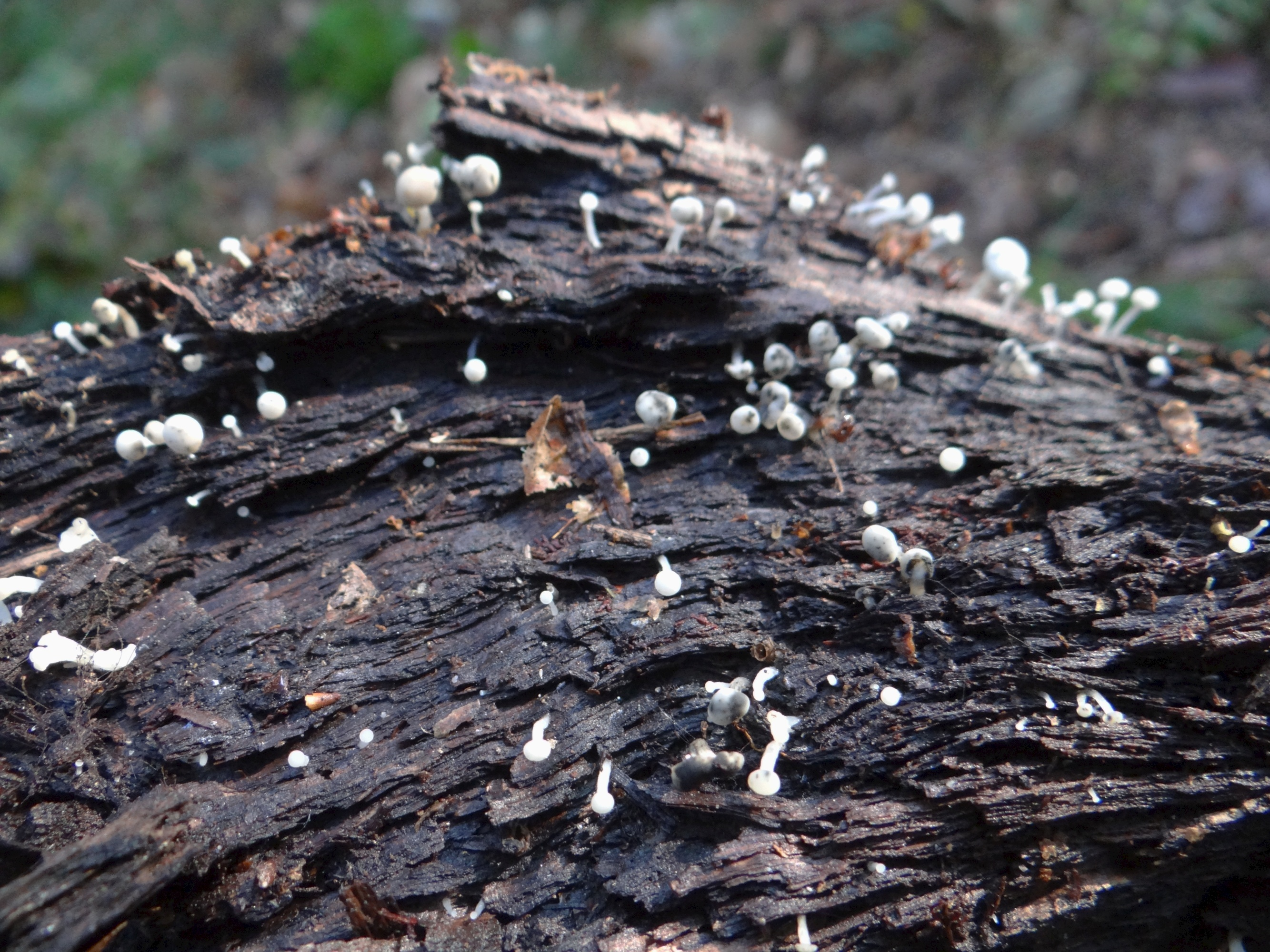

Hełmiczka dębowa (Cudoniella acicularis (Bull.) J. Schröt.) – gatunek grzybów z typu workowców (Ascomycota).

## Systematyka i nazewnictwo
Pozycja w klasyfikacji według Index Fungorum: Cudoniella, Tricladiaceae, Helotiales, Leotiomycetidae, Leotiomycetes, Pezizomycotina, Ascomycota, Fungi.
Po raz pierwszy takson ten zdiagnozował w roku 1790 Jean Baptiste François Bulliard nadając mu nazwę Helvella acicularis. Obecną, uznaną przez Index Fungorum nazwę nadał mu w 1893 roku Joseph Schröter.
Synonimy:

- Cudoniella acicularis (Bull.) J. Schröt. 1893 f. acicularis
- Cudoniella acicularis f. humosa Feltgen 1901
- Fungus minimus Ray 1690
- Helotium aciculare (Bull.) Pers. 1801
- Helotium aciculare (Bull.) Pers. 1801 var. aciculare
- Helotium aciculare var. elegans Pers. 1822
- Helotium aciculare var. quercinum Alb. & Schwein. 1805
- Helvella acicularis Bull. 1790
- Leotia acicularis Pers. 1800
- Peziza acicularis (Bull.) Fr. 1822
- Peziza acicularis (Bull.) Fr. 1822 var. acicularis
- Sarea acicularis (Bull.) Schwein. 1832[2].

Polska nazwa gatunkowa została nadana w roku 2024.

## Morfologia
Owocnik
Typu apotecjum o wysokości 5–12 mm, złożony z trzonu i kapelusza, swoim wyglądem przypominający grzyb kapeluszowy. Kapelusz o kształcie od kulistego do płaskiego, średnicy 2–10 mm, barwy białej, czasami z szarawym lub czerwonawym odcieniem. Trzon cylindryczny, prosty lub wygięty, biały, o wysokości (3) 5-7 (10) mm i grubości 1–2 mm.
Cechy mikroskopijne
Worki o rozmiarach (100) 105-110 (120) × 9–12 μm, 8-zarodnikowe, cylindryczno-wrzecionowate, z tępo zwężonym wierzchołkiem. Zarodniki o wymiarach (17) 19-22 × 4–5 μm, hialinowe, z 0-3-przegrodami, prawie cylindryczne, czasem lekko zakrzywione, zwężające się ku obu końcom. Wstawki hialinowe, cylindryczne, smukłe, o średnicy od 1,5 do 4 μm na wierzchołku, z przegrodami, czasami rozgałęzione przy podstawie.

## Występowanie i ekologia
Hełmiczka dębowa występuje w Ameryce Północnej, Europie i Korei. Wszędzie jest rzadki, często bywa też przeoczany ze względu na niewielkie rozmiary. W Polsce do 2006 r. podano 10 stanowisk.
W Polsce występuje na drewnie dębowym. Owocniki pojawiają się jesienią na martwych pniach, zrębkach, na zwalonych pniach lub gałęziach drzewa. Wymagają odpowiedniej wilgotności, rozwijają się na drewnie, które jest częściowo zanurzone w wodzie lub mokrej glebie (ale może występować w dość suchych miejscach). Koreańskie okazy mają zarodniki większe niż zbiory europejskie i różnią się również szarawym kolorem.